# رحمان احمدی
رحمان احمدی (زاده ۸ مرداد ۱۳۵۹ در نوشهر) دروازه‌بان سابق فوتبال و مربی اهل ایران است. او در تیم‌های مهم و مطرح فوتبال ایران چون سپاهان، سایپا، پیکان و پرسپولیس بازی کرده‌است. او مدتی دروازه‌بان تیم ملی فوتبال ایران هم بود.

## آمار باشگاهی
| عملکرد باشگاهی | عملکرد باشگاهی | عملکرد باشگاهی | لیگ  | لیگ | جام      | جام      | قاره‌ای | قاره‌ای | مجموع | مجموع |
| فصل            | باشگاه         | لیگ            | بازی | گل  | بازی     | گل       | بازی   | گل     | بازی  | گل    |
| ایران          | ایران          | ایران          | لیگ  | لیگ | جام حذفی | جام حذفی | آسیا   | آسیا   | مجموع | مجموع |
| -------------- | -------------- | -------------- | ---- | --- | -------- | -------- | ------ | ------ | ----- | ----- |
| ۱۳۸۲–۱۳۸۳      | شموشک          | لیگ برتر       | ۲۲   | ۰   |          | ۰        | _      | _      |       | ۰     |
| مجموع شموشک    | مجموع شموشک    | مجموع شموشک    | ۲۲   | ۰   |          | ۰        | _      | _      |       | ۰     |
| ۱۳۸۳–۱۳۸۴      | سایپا          | لیگ برتر       | ۲۲   | ۰   |          | ۰        | _      | _      |       | ۰     |
| ۱۳۸۴–۱۳۸۵      | سایپا          | لیگ برتر       | ۱۵   | ۰   |          | ۰        | _      | _      |       | ۰     |
| ۱۳۸۵–۱۳۸۶      | سایپا          | لیگ برتر       | ۱۹   | ۰   |          | ۰        | _      | _      |       | ۰     |
| ۱۳۸۶–۱۳۸۷      | سایپا          | لیگ برتر       | ۱۰   | ۰   |          | ۰        | ۴      | ۰      |       | ۰     |
| مجموع سایپا    | مجموع سایپا    | مجموع سایپا    | ۶۶   | ۰   |          | ۰        | ۴      | ۰      |       | ۰     |
| ۱۳۸۷–۱۳۸۸      | سپاهان         | لیگ برتر       | ۲۲   | ۰   | ۱        | ۰        | ۶      | ۰      | ۲۹    | ۰     |
| ۱۳۸۸–۱۳۸۹      | سپاهان         | لیگ برتر       | ۴    | ۰   | ۱        | ۰        | ۰      | ۰      | ۵     | ۰     |
| مجموع سپاهان   | مجموع سپاهان   | مجموع سپاهان   | ۲۶   | ۰   | ۲        | ۰        | ۶      | ۰      | ۳۴    | ۰     |
| ۱۳۸۹–۱۳۹۰      | پرسپولیس       | لیگ برتر       | ۱۳   | ۰   | ۰        | ۰        | ۳      | ۰      | ۱۶    | ۰     |
| مجموع پرسپولیس | مجموع پرسپولیس | مجموع پرسپولیس | ۱۳   | ۰   | ۰        | ۰        | ۳      | ۰      | ۱۶    | ۰     |
| ۱۳۹۰–۱۳۹۱      | سپاهان         | لیگ برتر       | ۳۱   | ۰   | ۱        | ۰        | ۶      | ۰      | ۳۸    | ۰     |
| مجموع سپاهان   | مجموع سپاهان   | مجموع سپاهان   | ۳۱   | ۰   | ۱        | ۰        | ۶      | ۰      | ۳۸    | ۰     |
| ۱۳۹۱–۱۳۹۲      | سایپا          | لیگ برتر       | ۳۱   | ۰   | ۱        | ۰        | _      | _      | ۳۲    | ۰     |
| مجموع سایپا    | مجموع سایپا    | مجموع سایپا    | ۳۱   | ۰   | ۱        | ۰        | _      | _      | ۳۲    | ۰     |
| ۱۳۹۲–۱۳۹۳      | سپاهان         | لیگ برتر       | ۲۷   | ۰   | ۱        | ۰        | ۳      | ۰      | ۳۱    | ۰     |
| ۱۳۹۳–۱۳۹۴      | سپاهان         | لیگ برتر       | ۱۷   | ۰   | ۰        | ۰        | _      | _      | ۱۷    | ۰     |
| ۱۳۹۴–۱۳۹۵      | سپاهان         | لیگ برتر       | ۱۶   | ۰   | ۴        | ۰        | ۳      | ۰      | ۲۳    | ۰     |
| ۱۳۹۵–۱۳۹۶      | سپاهان         | لیگ برتر       | ۲۹   | ۰   | ۲        | ۰        | _      | _      | ۳۱    | ۰     |
| مجموع سپاهان   | مجموع سپاهان   | مجموع سپاهان   | ۸۹   | ۰   | ۷        | ۰        | ۶      | ۰      | ۱۰۲   | ۰     |
| مجموع آمار     | مجموع آمار     | مجموع آمار     | ۲۷۸  | ۰   | ۱۱       | ۰        | ۲۵     | ۰      | ۳۱۴   | ۰     |

## دوران ملی
رحمان احمدی نخستین بازی ملی خود را در مسابقات قهرمانی غرب آسیا در مقابل اردن انجام داد. پس از شکست ایران در مقابل ازبکستان در مرحله مقدماتی جام جهانی ۲۰۱۴ و خداحافظی سید مهدی رحمتی از تیم ملی ایران، رحمان احمدی به دروازه‌بان اول تیم ملی ایران بدل گشت. رحمان احمدی با انجام سه کلین شیت در مقابل لبنان، قطر و کره جنوبی در راهیابی تیم ملی ایران به جام جهانی ۲۰۱۴ نقش بسزایی داشت. پس از راهیابی تیم ملی ایران به جام جهانی کارلوس کی‌روش سرمربی وقت تیم ملی ایران ابتدا دانیال داوری و سپس علیرضا حقیقی را به عنوان سنگربان اول تیم ملی انتخاب کرد. او پس از پایان جام جهانی ۲۰۱۴ و برگشتن از برزیل از تیم ملی ایران خداحافظی کرد.

## افتخارات
- لیگ برتر
- قهرمانی در لیگ برتر فوتبال ایران ۸۶–۱۳۸۵ به همراه تیم سایپا
- قهرمانی در لیگ برتر فوتبال ایران ۸۹–۱۳۸۸ به همراه تیم سپاهان اصفهان
- قهرمانی در لیگ برتر فوتبال ایران ۹۱–۱۳۹۰ به همراه تیم سپاهان اصفهان
- قهرمانی در لیگ برتر فوتبال ایران ۹۴–۱۳۹۳ به همراه تیم سپاهان اصفهان
- جام حذفی
- قهرمانی در جام حذفی ۹۰–۱۳۸۹ به همراه تیم پرسپولیس تهران